# Ledomyia caespitosa
Ledomyia caespitosa är en tvåvingeart som beskrevs av Fedotova och Vasily S. Sidorenko 2007. Ledomyia caespitosa ingår i släktet Ledomyia och familjen gallmyggor. Inga underarter finns listade i Catalogue of Life.